# Centrale for contemporary art
 (juillet 2019).
Située place Sainte-Catherine 44 à Bruxelles (Belgique),  la Centrale for contemporary art, anciennement la Centrale électrique et ėgalement dénommée La Centrale de Bruxelles, est un centre d’art contemporain né en 2006 et géré par la Ville de Bruxelles.

## Histoire
La Centrale occupe les anciens locaux de la première centrale électrique de Bruxelles, construite en 1892. C’est Émile Devreux, alors architecte chargé de nombreux projets dans le cadre de l’électrification de la ville, qui est chargé de moderniser et d’agrandir (via la construction d’une nouvelle salle des machines) la première centrale. Parallèlement, un grand bâtiment est érigé rue Sainte-Catherine pour abriter les locaux administratifs de la centrale, reliant ces derniers directement à l’atelier. La structure du bâtiment est restée inchangée depuis.
En 1905-1907, une nouvelle centrale est construite à Laeken et la centrale de Bruxelles-Ville devient une station de transformation, connaissant dès lors de nombreux changements de fonction. Notamment en 1930, où elle est transformée en atelier accueillant de nombreux corps de métiers comme la clouterie, la serrurerie ou le rempaillage.
La Centrale est le témoin d’une époque à laquelle la façade industrielle caractéristique rend hommage. L’ensemble et la toiture sont aujourd’hui classés.

## Description

### De la Centrale Électrique à la Centrale for contemporary art
Le projet de réaffectation du bâtiment a été initié durant la législature 2001-2006 par la Ville de Bruxelles, qui manquait alors d’un lieu consacré à l’art contemporain. De cette réflexion naît en 2006 la Centrale Électrique qui pendant six ans accueillera trois expositions temporaires par an. 

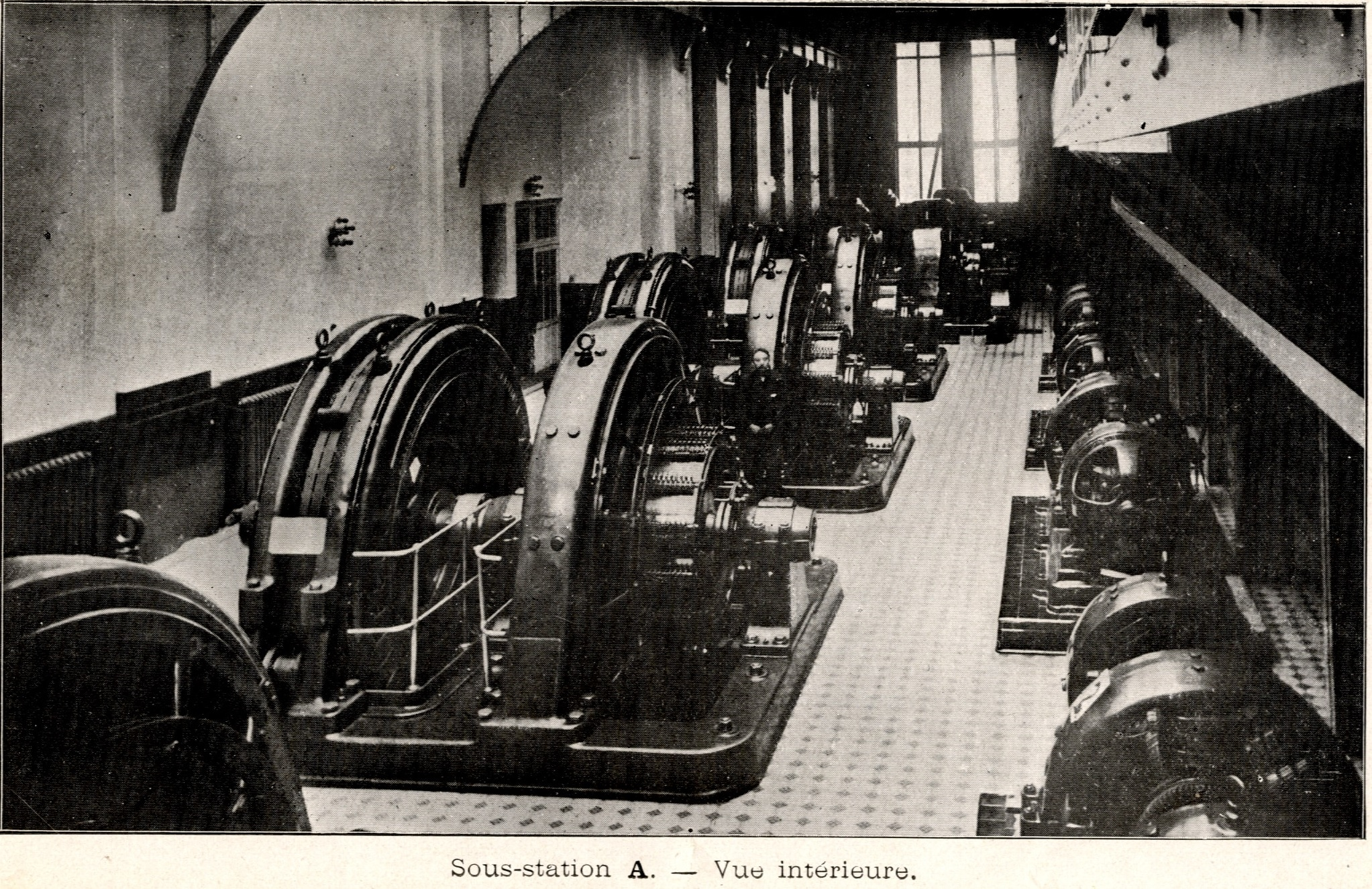
Archive centrale électrique

Le microcosme de l’art contemporain s’étant considérablement développé, la Centrale Electrique se devait de préciser son identité  sur la scène culturelle belge et international. Elle devient en 2012 la Centrale for contemporary art. Ce changement se traduit par une nouvelle identité graphique et une programmation mettant à l’honneur les artistes belges, tout en les plaçant dans une perspective internationale. La Centrale organise ainsi régulièrement des expositions permettant un dialogue entre artistes bruxellois, belges et internationaux.

### Vision artistique
Une des missions du centre d’art, définie dès l’inauguration en 2006, est de rendre l’art accessible à tous, de sensibiliser le public le plus large possible aux créations artistiques contemporaines, toutes disciplines confondues, dans le domaine des arts visuels et de susciter, au-delà du débat sur l’art, un questionnement sur la société et le monde d’aujourd’hui. Son ambition est d’être un lieu vivant et ouvert sur le quartier, la ville, l’Europe et le monde et de répondre ainsi à la diversité de la population bruxelloise et la richesse de ses cultures qui font les spécificités de la Ville.
Ne possédant pas de collection, la Centrale développe un ensemble d'activités temporaires réparties selon quatre axes :
- Expositions : grandes expositions annuelles monographiques, collectives ou thématiques
- Expositions consacrées à la création émergente : courtes expositions dans les espaces annexes de la Centrale : Centrale.box et Centrale.lab
- Événements pluridisciplinaires : la volonté de la Centrale est de décloisonner l’art contemporain et de l’ouvrir à d’autres disciplines. Elle organise ainsi des événements de type performances, concerts, conférences, Open Academy, , etc. Ainsi, lors de l’exposition Résistance, la Centrale a saisi l’opportunité d’inviter les Guerrilla Girls[2], figures emblématiques de la contestation dans le milieu de l’art, pour une conférence performée. Au fil des années, la Centrale a aussi mis en place plusieurs collaborations avec Art Brussels, Performatik, Kunstenfestivaldesarts, la Semaine du son, Nuit Blanche et plus récemment downtownbrussels.art ; toujours dans la volonté de rendre l’art accessible à tous  et la promotion de l’art contemporain et des jeunes artistes.
- Éducation et médiation : développement de projets pédagogiques tels que des visites guidées (dimanche @ Centrale), des ateliers animés par des artistes (les ateliers de la Centrale), des projets participatifs, des projections de films (Centrale Cinéma, en partenariat avec le Centre du Film sur l’Art), des rencontres, , etc.

### Une entité, trois espaces
La Centrale for contemporary art se divise en trois espaces : 
- La Centrale, qui s'étend sur un magnifique espace de 1000m² et révèle la beauté du béton et le patrimoine de l'ancienne centrale électrique, accueille deux expositions majeures par an. Le centre d’art est situé au numéro 44 de la Place Sainte-Catherine.
- La Centrale.box :  Intégrée à la Centrale, cet espace est dévolu à la création émergente. Les artistes y présentent une exposition solo parallèlement et souvent en réponse à la grande exposition en cours. Ils sont soit choisis par le ou les artistes exposants à la Centrale, soit sont les lauréats de différents prix artistiques. Les visiteurs y ont libre accès.
- La Centrale.lab :  A l’époque de la Centrale Electrique, le concept du Lab existait à la galerie Bortier. En 2008, la galerie change de nom pour devenir la B-Gallery. Ouverte en 2015, la Centrale.lab remplace la B-Gallery. Cet espace de 70 m2 est consacré aux artistes plasticiens bruxellois de moins de 35 ans à qui la ville de Bruxelles donne l’occasion de concevoir une première exposition personnelle. La sélection se fait par un jury professionnel sur la base d’un appel à projets annuel fin septembre. La Centrale.lab est également libre d’accès.

### Hors les murs
Deux artistes urbains de renommée internationale, L'Atlas et Jef Aérosol, occupent les murs extérieurs de la Centrale avec des interventions artistiques permanentes qui ont inauguré en 2013 le Parcours Street Art initié par la Ville de Bruxelles.
Ce projet artistique s’inscrit dans la volonté de la Centrale de soutenir une pratique artistique contemporaine en plein boom, le street art, de sensibiliser ainsi le public le plus large possible aux créations artistiques contemporaines, de s’ouvrir à son quartier et à sa ville.
Plus récemment, l’artiste Obêtre a également réalisé une œuvre à l’entrée de la Centrale, à l’occasion du Détours Festival, et toujours en partenariat avec le Parcours Street Art. 
En outre, la Centrale for contemporary art organise des activités hors les murs, afin d’être au plus proche du public. Ainsi, en 2016, la Centrale présente et soutient le projet Le Grand Banket de Françoise Schein, à travers lequel l’artiste belge invitait les habitants du quartier à participer à la création de l’œuvre. Près de 120 habitants sont ainsi devenus les créateurs d’une grande table en céramique, laquelle est depuis placée dans l’espace public, à l’arrière de l'Église Sainte-Catherine, accessible à tous les usagers. À l’occasion des deux ans du Grand BanKet en juin 2018, la Centrale consacre une exposition rétrospective de l’œuvre de Françoise Schein : D’un BanKet à l’autre.

## Expositions et artistes

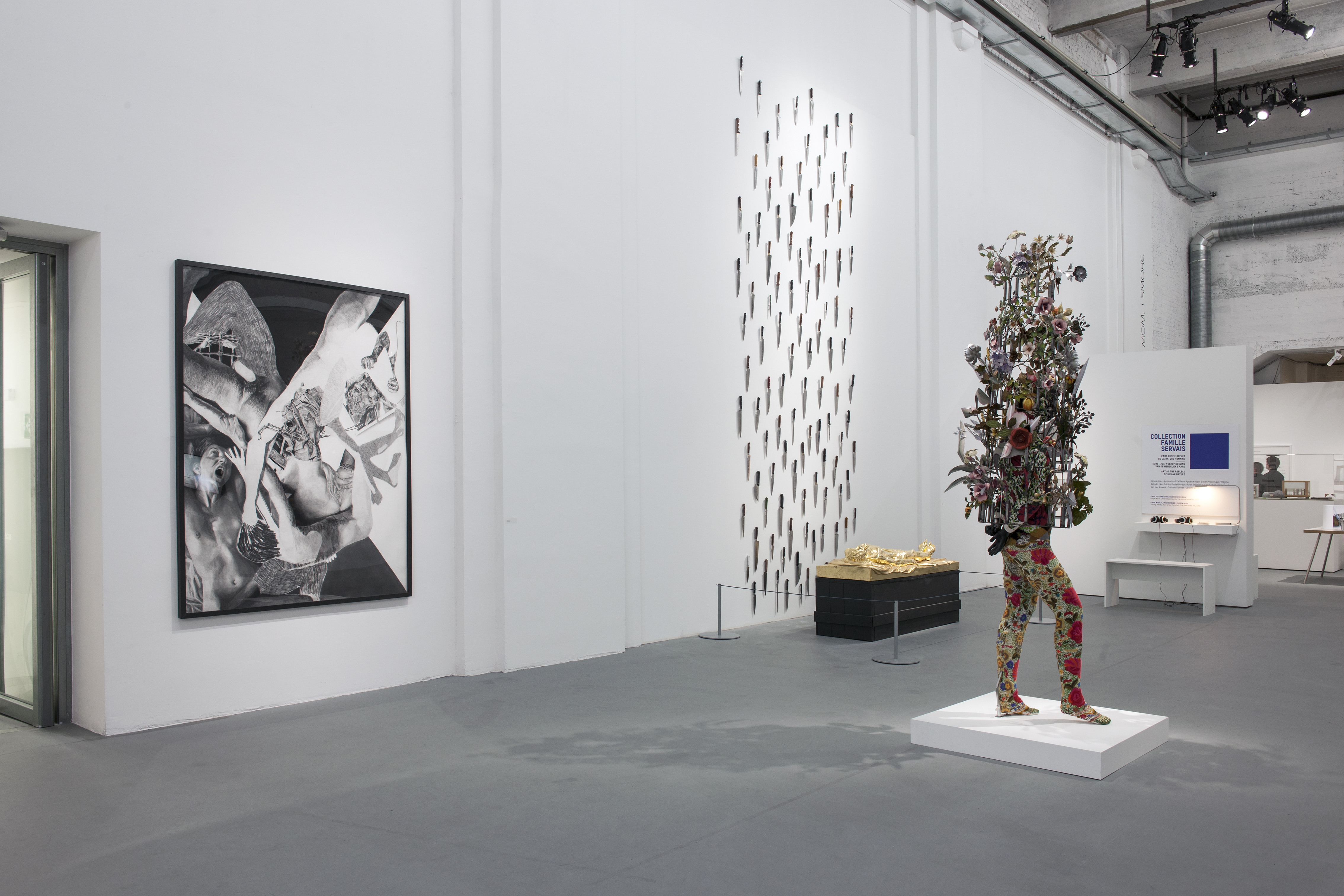
Vue de l'exposition Private Choices

Depuis 2006, le centre d’art de la Ville de Bruxelles propose une programmation d’expositions d’art contemporain qui, aussi éclectique soit-elle, souhaite susciter un questionnement sur la société d’aujourd’hui.
Les thèmes des expositions tournent autour des questions sociétales telles que l’identité (Agorafolly en 2007, Incorporations en 2012, Mystic Transport en 2016, , etc.), les frontières (No Border en 2007, Frontières en 2010) ou encore de la sexualité (Emilio Lopez-Menchero & Esther Ferrer en 2015, New Horizons en 2007), de la ville (Brussels Unlimited en 2014, Johan Muyle – Indian Studio en 2014) et des femmes (Attitudes – Female Art In China en 2010, Sophie Whettnall – Etel Adnan en 2019, La Vie matérielle en 2022). L'exposition Private Choices avait réuni en 2017 des œuvres en provenance de onze collections privées bruxelloises.